# Stanisław Filipowicz (politolog)
Stanisław Filipowicz (ur. 15 lutego 1952) – polski politolog, profesor nauk humanistycznych, członek rzeczywisty PAN wykładowca na Wydziale Nauk Politycznych i Studiów Międzynarodowych Uniwersytetu Warszawskiego.

## Życiorys
Absolwent Wydziału Prawa i Administracji Uniwersytetu Warszawskiego (1974). Od 1975 roku związany z Instytutem Nauk Politycznych, najpierw jako doktorant, później jako jego pracownik. W 1978 roku uzyskał stopień naukowy doktora na podstawie rozprawy poświęconej polskiemu socjalizmowi utopijnemu. W początkowym okresie w swych badaniach koncentrował o uwagę na problematyce polskiej myśli politycznej – w 1983 roku, na podstawie rozprawy Ujarzmienie rozumu politycznego. Polityczne horyzonty krakowskiej szkoły historycznej, uzyskał stopień naukowy doktora habilitowanego. W 1991 roku uzyskał tytuł naukowy profesora nauk humanistycznych. W latach 1991–1999 był dyrektorem Instytutu Nauk Politycznych Uniwersytetu Warszawskiego, od 1995 do 2013 kierował Zakładem Filozofii Polityki w Instytucie Studiów Politycznych Polskiej Akademii Nauk.
W 2007 roku został członkiem korespondentem Polskiej Akademii Nauk, w 2013 członkiem rzeczywistym. Był dziekanem Wydziału I Nauk Humanistycznych PAN (2011–2017), a następnie wiceprezesem PAN w kadencji 2019–2022.
W ostatnim okresie jego badania naukowe koncentrują się na szeroko rozumianej problematyce kryzysu demokracji i erozji oświeceniowych modeli racjonalności politycznej. Jest autorem 9 monografii naukowych i podręcznika Historia myśli polityczno-prawnej.

## Pełnione funkcje
Członek Komitetu Nauk Politycznych PAN. Członek Rady Naukowej Instytutu Studiów Politycznych PAN. Członek Polskiego Towarzystwa Historycznego. Członek Polskiego Towarzystwa Studiów Politycznych. Członek zespołu ds Nagród Prezesa Rady Ministrów w latach 2016–2018.